# Michajłowka (rejon archarinski)
Michajłowka (ros. Михайловка) – wieś (ros. seło) w południowo-wschodniej Rosji, terytorialnie i administracyjnie należąca do rejonu archarinskiego, w obwodzie amurskim. 
Według danych ze spisu z 2016 roku wieś zamieszkiwało 10 mieszkańców. 